# Las Palmas Glacier
Las Palmas Glacier är en glaciär i Antarktis. Den ligger i Sydshetlandsöarna. Argentina, Chile och Storbritannien gör anspråk på området. Las Palmas Glacier ligger 184 meter över havet.
Terrängen runt Las Palmas Glacier är varierad. Havet är nära Las Palmas Glacier västerut. Trakten är glest befolkad. Närmaste befolkade plats är St. Kliment Ohridski Base, 6,2 kilometer norr om Las Palmas Glacier. 